# Chris Albright
Christopher John Albright (Philadelphia, Pennsylvania, 1979. január 14. –) amerikai válogatott labdarúgó.

## Pályafutása
1979-ben született Philadelphiában, Pennsylvania államban. Pályafutását csatárként kezdte, azonban sikereit jobb oldali védőként érte el. Az egyetemi évei után kapott szerződést az MLS-ben, ahol a Washington DC United alkalmazta. 2002-ben került a Los Angeles Galaxy csapatához. A 2003-as és a 2004-es évadban a Galaxy alapember volt, 2005-ben beválasztották az Év csapatába, a csapattal két MLS-kupát nyert. A Los Angeles Galaxy mezét 116 bajnoki mérkőzésen viselte, ezeken hét gólt szerzett.
2008. január 18-án a New England Revolutionhoz igazolt. A 2008-as évadban 26 bajnokin szerepelt, azonban a következő szezonban súlyos sérülést szenvedett.
Albright 2010. január 14-én a New York Red Bulls játékosa lett. Sérüléséből felépülve alapember lett a csapatban, akiket az alapszakasz végén a Keleti főcsoport első helyéig vezetett. 2011-es szezont követően a Red Bull módosította szerződését, de Albright ezt nem fogadta el, így szabadon igazolható játékossá vált.
2012. február 13-án aláírt szülővárosának csapatához, a Philadelphia Unionhoz. A 2013-as szezon végén bejelentette visszavonulását.

## Válogatott
Az amerikai válogatottban 1999-ben mutatkozott be Jamaica ellen, ahol a 78. percben lépett pályára, majd néhány perccel később ő szerezte csapata egyenlítő gólját Részt vett a 2000-es olimpián és a 2006-os labdarúgó világbajnokságon.

## Statisztikák
| Szezon | Csapat               | Mérkőzés | Gól | Gólpassz |
| ------ | -------------------- | -------- | --- | -------- |
| 1999   | Washington DC United | 8        | 0   | 1        |
| 2000   | Washington DC United | 25       | 3   | 0        |
| 2001   | Washington DC United | 23       | 1   | 1        |
| 2002   | Los Angeles Galaxy   | 15       | 0   | 1        |
| 2003   | Los Angeles Galaxy   | 27       | 3   | 4        |
| 2004   | Los Angeles Galaxy   | 24       | 1   | 6        |
| 2005   | Los Angeles Galaxy   | 22       | 1   | 2        |
| 2006   | Los Angeles Galaxy   | 23       | 2   | 5        |
| 2007   | Los Angeles Galaxy   | 5        | 0   | 0        |